# Battaglia delle Colline
La battaglia delle Colline (in francese bataille des Monts), conosciuta anche come battaglia delle Colline della Champagne o  terza battaglia della Champagne, fu uno scontro combattuto a fasi alterne nell'aprile 1917. Esso fu un attacco diversivo della seconda battaglia dell'Aisne.
La battaglia ebbe luogo a est di Reims, tra Prunay e Aubérive, nella provincia della Champagne, lungo le alture di Moronvilliers: il monte Cornillet (206 m), il Mont-Blond (211 m), il Mont-Haut (257 m), il monte Perthuis (232 m), il monte Casque (246 m), il monte Téton (237 m) e il Mont-Sans-Nom (210 m).
Nonostante i tedeschi avessero contrattaccato il 19 e il 23 aprile, la IVe armée française riuscì a mantenere le sue posizioni e avanzò leggermente lungo le alture di Moronvilliers.